# サン・マルコ美術館
イタリアのフィレンツェのサン・マルコ広場に位置するサン・マルコ国立美術館（サンマルコこくりつびじゅつかん）は、元来ドメニコ会修道院であり、その一部を美術館として公開し、修道院に所縁の深い美術品を展示している。
サン・マルコ美術館は、建築家ミケロッツォの傑作であり、フィレンツェの最も重要な建築物の一つに数えられる。館内には、修道士として当修道院に居住した画家フラ・アンジェリコが残した最も重要な板絵およびフレスコ画が保管されている。フラ・アンジェリコの他にもフラ・バルトロメオ、ドメニコ・ギルランダイオ、アレッソ・バルドヴィネッティ、ヤコポ・ヴィニャーリ、ベルナルディーノ・ポッチェッティ、ジョヴァンニ・アントニオ・ソリアーニ等の画家の作品を見学することができる。さらに、フィレンツェが首都となった一時期（1865年-1871年）に再開発と称して取り壊された建物の遺構も保管されている。
サン・マルコ修道院は2014年までドメニコ会の本拠地であったため、修道士たちは建物西翼に居住していたが、2014年以降に同じくドメニコ会であるサンタ・マリア・ノヴェッラ修道院へと移った。

## 歴史

### シルヴェストリーニ信徒会
修道院の建設は1300年以前に遡り、元来シルヴェストリーニ信徒会のために建設され、修道院としての機能の他に、教区教会の機能を果たしていた。
1418年、修道院規則の退廃を非難された修道士たちは、修道院からの撤退を勧告されたものの、教皇エウゲニウス4世の直接的な仲介とバーゼル公会議の取り決めの結果、修道院は1437年に正式にドメニコ会修道士の所有となった。
コジモ・デ・メディチの仲介もまた修道院の歴史にとって決定的な意味をもつものであった。コジモは1420年に既にフランチェスコ会のボスコ・アイ・フラーティ修道院を援助したことがあった。1434年、フィレンツェ追放から帰還したコジモはフィレンツェにおけるドメニコ会教団の定着を図る意志を明確にした。
シルヴェストリーニ信徒会はサン・ジョルジョ・アッラ・コスタ修道院へと移ると、ドメニコ会は修道院を所有するようになったものの、建物は朽ち果てており、修道士たちは2年間に渡り湿気た独房で暮らすことを余儀なくされた。

### メディチ家による修道院再建
こうして、1437年、コジモは、メディチ家贔屓の建築家ミケロッツォに当時最新のルネサンス様式で修道院を再建するよう依頼した。
1438年に着工された建設は5年の歳月を経て、1443年の公現祭（1月6日）の夜には教皇エウゲニウス4世、カプア大司教、ニッコロ・ダッチャパッチョ枢機卿隣席のもと修道院は聖別されたことにより、完成となった。
こうして、この新しい修道院は、「メディチ家の地域」とも通称されるフィレンツェ市街地北部に位置するパラッツォ・メディチ・リッカルディとサン・ロレンツォ聖堂と並ぶ主要な建築物となった。
メディチ家の文芸保護活動は、とりわけバーゼルで開始された宗教会議の開催地を1439年にフィレンツェへ移した機会に頂点に達したのである（フィレンツェ公会議）。
コジモは、ヴァザーリが芸術家列伝において証言している通り、4万フィオリーニ以上もの巨額な財産を修道院再建に支出した。建築家ミケロッツォは1439年から1444年にかけて仕事をした。建築様式は簡素でありながら優美で機能性を備えたものであった。壁面は白の漆喰で塗られ、空間は二つの回廊付き中庭（サンタントニーノの回廊とサン・ドメニコの回廊）に分けられた。1階部分には司教座聖堂賛辞会議室、二つの食堂、客人宿泊室が設けられた。2階には修道士たちの独房が造営された。これらの独房は、各々独立した小部屋であるが一つの大きな木組みの天井で結合している。
北面に位置する回廊、司教座聖堂賛辞会議室、共同寝室は、1440年-1441年に完成した。他方、南面に位置し広場に面する共同寝室は1442年に完成した。その他の建設工事は1452年まで継続された。
修道院のなかで最も卓越した空間は2階の図書室である。穹窿天井をもち、二列に並ぶ列柱により三つの分けられた（三身廊）開放感あふれる空間である。多数の窓から自然光が入り、内部を明るく照らしていることから、修道士たちが行った研究や読書、手稿本の写生を助けたことであろう。
この場所で、アーニョロ・ポリツィアーノやピコ・デッラ・ミランドラのような人文主義者たちは、メディチ家が蒐集したギリシャ語やラテン語で書かれた貴重な図書を研究したのである。

### サヴォナローラの時代

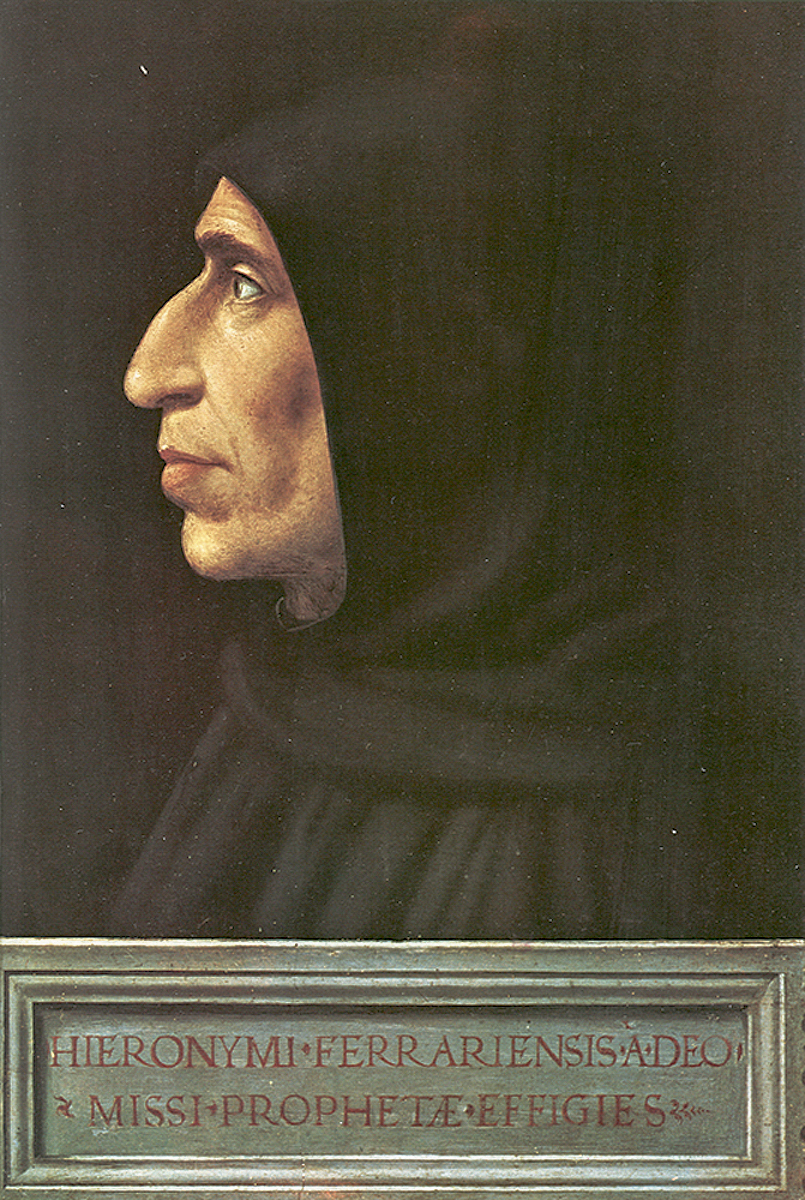
フラ・バルトロメオ作「ジローラモ・サヴォナローラの肖像」

フラ・アンジェリコやアントニーノ・ピエロッツォ、フラ・バルトロメオのほかに、この修道院には1489年からジローラモ・サヴォナローラが暮らした。修道院長となったのち、フィレンツェ住民の華美で淫らな身だしなみを激しく非難するようになり、ボルジャ家出身の教皇アレクサンデル6世率いる教皇庁と対立し、ついに1498年にはシニョリーア広場にて火刑に処された。

### 修道院の民間化、そして美術館へ
修道院はナポレオンにより1808年に接収され、ナポレオンの陥落後修道士に戻されたものの、1866年には大部分が国有財産として接収された。ドメニコ会修道士の所有物として残ったのは教会とサン・ドメニコの回廊に面する空間と宗教学者アッリーゴ・レヴァスティの名を冠するスピリトゥアリタ図書館である。1万点以上の図書を保管するこの図書館はレヴァスティが遺贈した図書をもとに1979年に設立された。
国立文化財となった修道院は、改修工事を経て、建物の大部分が1869年に美術館として一般に公開されるようになった。この時期にフラ・アンジェリコによるフレスコ画は画家ガエターノ・ビアンキにより修復された。
19世紀に行われた取り壊しに伴う建築の遺構が保管を目的として1906年に館内に移入された。
1922年にはジョヴァンニ・ポッジがフラ・アンジェリコの作品の大部分を美術館に持ち込むよう尽力し、ウフィッツィ美術館やアカデミア美術館に由来するフラ・アンジェリコの作品がサン・マルコ美術館へと移管されたことにより、サン・マルコ美術館は今日に至るまでフラ・アンジェリコの最も重要な絵画コレクションを形成している。
1934年から1977年にかけてフィレンツェ市長ジョルジョ・ラ・ピーラが修道院内で何度も暮らした。
1966年に大洪水がフィレンツェを襲ったとき、サン・マルコ美術館は町の北部に位置しアルノ川から離れていること、また若干海抜が高いことから、他の美術館ほどに大きな被害を被ることはなかった。
1979年から1983年にかけて、ディーノ・ディーニが実施した一連の改修工事の締めくくりとして、旧客人宿泊室にはフラ・バルトロメオの作品群を収めるための展示室へと改造された。
「洪水の被害を受けた小さくも偉大なる宝物」展と題された2006年に開催された展覧会では、1966年の洪水ののちに修復された作品群が展示された。
2007年にフィレンツェ美術館特別監督局とフィレンツェ貯蓄銀行法人が購入した≪サン・マルコ祭壇画≫に由来する聖人像を表す小さな2枚の板絵は、美術館のコレクションに加えられた。

## 美術館の見学路:1階

### サンタントニーノの回廊
チケット売り場を通過すると、美術館の見学路が始まる。最初に目に入る回廊は、ミケロッツォにより1440年以前に建設されたサンタントニーノの回廊である。
最も古いフレスコ装飾は、フラ・アンジェリコにより制作された次の5枚のルネッタである。
≪沈黙を命ずるヴェローナの聖ペテロ≫
≪ドメニコ会の規則を示す聖ドメニコ≫
≪『神学大全』をもつ聖トマス・アクィナス≫
≪二人のドメニコ会修道士により迎えられる巡礼者姿のキリスト≫
≪慈悲のキリスト≫
フラ・アンジェリコの手になるとりわけ重要な作品は、北西の角に位置する≪十字架磔刑と聖ドメニコ≫を表す大フレスコ画である。
サンタントニーノの回廊を飾るルネッタ装飾の大部分は、16世紀末から17世紀初頭にベルナルディーノ・ポッチェッティをはじめとする画家たちにより完成された。

### 旧宿泊所の展示室

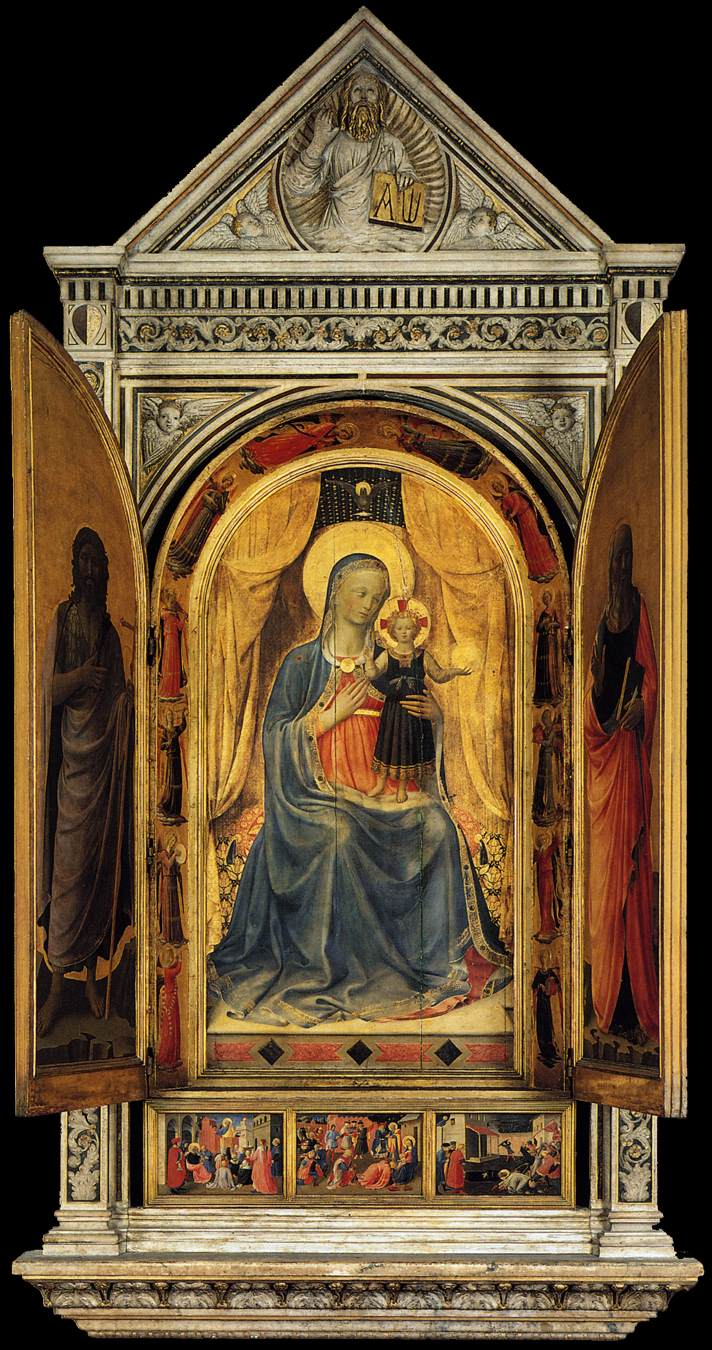
『リナイオーリの壁祭壇』

元来、卑しい巡礼者たちを迎え入れていた旧宿泊所（高貴な身分の巡礼者は客室に迎えられた）は、今日フラ・アンジェリコの作品を展示空間となっており、フラ・アンジェリコによる最も重要な板絵作品の多くを展示している。

### 旧司教座聖堂参事会修道院会議室の展示室
旧司教座聖堂参事会修道院会議室もまたフラ・アンジェリコにより≪十字架磔刑≫を表すフレスコ画で飾られた。

### 洗面台の間
洗面台とは修道院に典型的に見られるもので、しばしば食堂の脇に配されている。修道士たちは食事の前にこの場所で手を洗っていた。この空間は14世紀後半に遡る外観を今日まで維持している。

### 大食堂

ジョヴァンニ・アントニオ・ソリアーニ、≪天使に奉仕される聖ドメニコと修道士たち≫

大食堂は修道院の修道士たちが用いた食堂であり、今日、16世紀から18世紀に遡る絵画作品を展示している。

### フラ・バルトロメオの間
バッチョ・デッラ・ポルタは、1500年、25歳でドメニコ会に入会した時に、フラ・バルトロメオの名を与えられた。この修道院に暮らし、サヴォナローラに深く傾倒するようになり、自らが以前に制作した世俗的主題の絵画を全て破壊し宗教主題の絵画をもっぱら制作するに至った。この広間には元来調理場があった。

### 旧調理室の間
この広間もまた元来調理室として用いられ、1983年に一般に公開された。現在はフラ・アンジェリコから影響を受けた画家の作品が展示されている。

### 小食堂（ギルランダイオによる≪最後の晩餐≫）

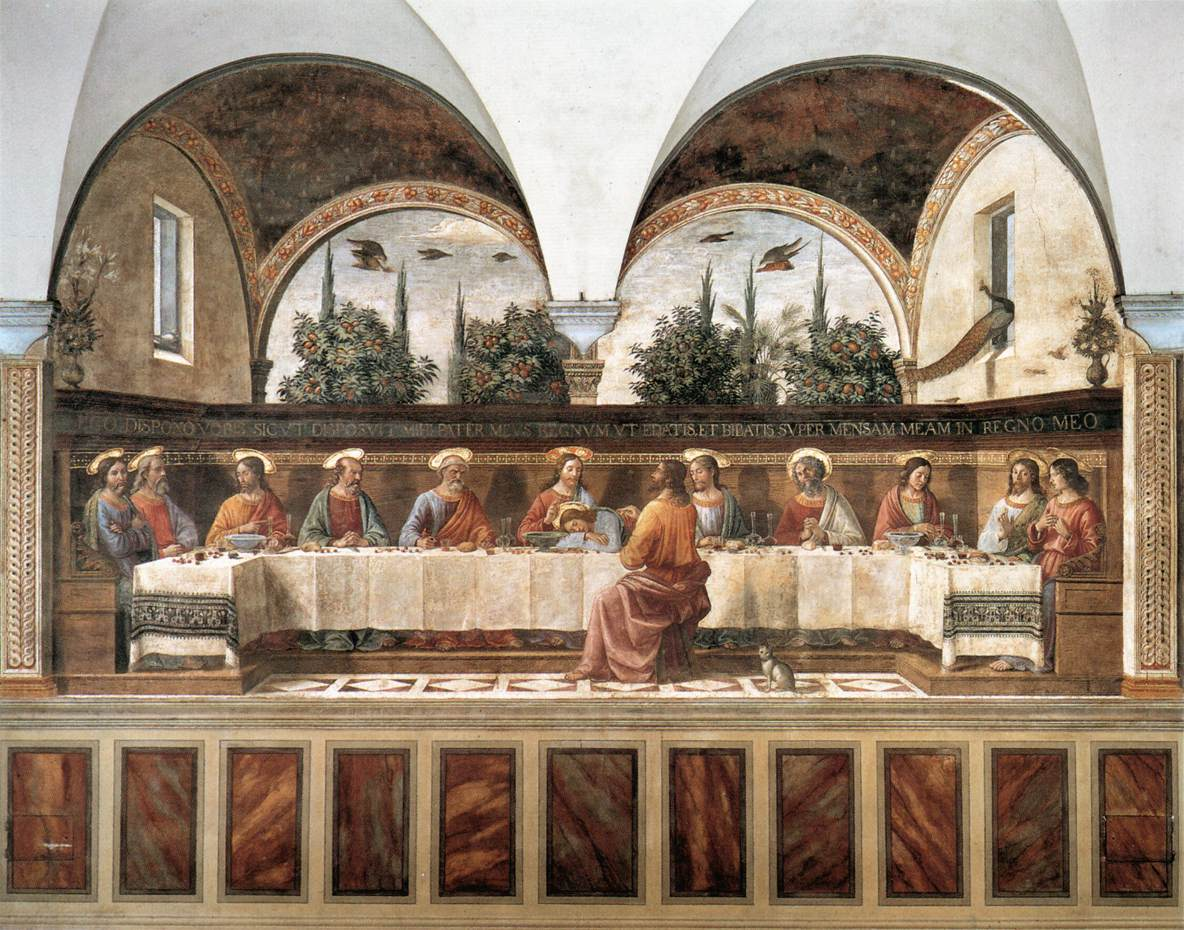
ドメニコ・ギルランダイオ ≪最後の晩餐≫

1486年にドメニコ・ギルランダイオと助手によりフレスコで描かれた≪最後の晩餐≫は客人の間の食堂を飾っていた。

### 旧客人宿泊室
旧客人宿泊室には、19世紀から20世紀にかけて、「再開発」と称して実施されたフィレンツェ市街地およびゲットーの取り壊しにより生じた数々の石碑が保管されている。

## 美術館の見学路:2階
2階には修道士たちが寝泊まりしていた独房と図書館がある。建築家ミケロッツォは滑らかな壁面を作り、そこにフラ・アンジェリコが1438～1446年頃がフレスコで装飾を施した。
全てのフレスコ画は1976年から1983年にかけて修復された。

### ≪受胎告知≫
階段を登り2階へ登ると目の前に≪受胎告知≫を表す美しいフレスコ画が現れる。これはフラ・アンジェリコが1440年から1450年頃にかけて制作した傑作である。
フラ・アンジェリコは同主題作品を他に三点制作しており、各々プラド美術館、コルトーナ、サン・ジョヴァンニ・ヴァルダルノに現存している。

### 最初の廊下（東）
最初の廊下は、階段を上ったあと直ぐに突き当たる廊下で、ここにある独房から一連のフレスコ画は始まる。1番目の独房が、最初に建設され装飾された独房である。ルネッタ（半月型）装飾にはキリストの生涯の諸場面が表されている。
左（北面）の独房
1. フラ・アンジェリコ≪我に触れるなかれ≫
2. ≪キリストの哀悼と聖ドメニコ≫
3. フラ・アンジェリコ≪受胎告知≫
4. ≪キリストの磔刑と聖ドメニコ、聖ヒエロニムス≫
5. ≪幼子イエスの礼拝と、アレクサンドリアの聖女カテリーナ、ヴェローナの聖ピエトロ≫
6. フラ・アンジェリコ≪キリストの変容≫
7. フラ・アンジェリコ≪キリストの嘲笑と聖母、聖ドメニコ≫
8. ≪キリストの復活≫
9. フラ・アンジェリコ≪聖母戴冠≫
10. フラ・アンジェリコ≪神殿奉献≫
11. ≪聖母子と聖アウグスティヌス、聖トマス≫

右の独房
右側に並ぶ9つの独房は回廊に面していた。これらの独房の番号は、南面の回廊にある独房に続く数字である。
1. ≪十字架を崇拝する聖ドメニコ≫
2. ≪十字架と聖母≫
3. ≪十字架と聖母、聖ドメニコ、天使≫
4. ≪キリストの洗礼≫
5. ≪キリストの磔刑、聖母、マグダラのマリア、聖ドメニコ≫
6. ≪キリストの哀悼と聖母、聖ドメニコ≫
7. ≪キリストの鞭打ちと、聖母、聖ドメニコ≫
8. ≪十字架を背負うキリスト≫
9. ベノッツォ・ゴッツォーリ≪キリストの磔刑と聖母、ヴェローナの聖ピエトロ≫
10. ≪キリストの磔刑十字架聖母、ヴェローナの聖ピエトロ≫

### ≪影の聖母≫
≪影の聖母≫と通称されるこのフレスコ画は、独房第24と第25の間にある廊下に位置し、玉座に座す聖母子と諸聖人（聖ドメニコ、コスマ、ダミアーノ、マルコ、聖書記者ヨハネ、トマス・アクィナス、ロレンツォ、ヴェローナのピエトロ）を表している。

### 第二の廊下（南）
第二の廊下に造営された独房は回廊に面しており、修練者が用いることになっており、フレスコ画の質は格段に落ちる。
南翼の奥には、3つの独房から成る「修道院長の間」があり、この場所でかのジローラモ・サヴォナローラも暮らした。
1. サヴォナローラの独房、フレスコ壁画なし
2. サヴォナローラの独房、フレスコ壁画なし
3. サヴォナローラの独房、フレスコ壁画なし
4. ≪十字架を崇拝する聖ドメニコ≫
5. ≪十字架を崇拝する聖ドメニコ≫
6. ≪十字架を崇拝する聖ドメニコ≫
7. ≪十字架を崇拝する聖ドメニコ≫
8. ≪十字架を崇拝する聖ドメニコ≫
9. ≪十字架を崇拝する聖ドメニコ≫
10. ≪十字架を崇拝する聖ドメニコ≫

### 北廊下
左（西面）の独房
1. ≪辺獄のキリスト≫
2. 二つの空間から成り、各々フレスコ画で飾られている。≪山での説教≫、≪キリストの誘惑≫（恐らくゴッツォリの手になる）
3. 二つの独房から成る。≪ユダの裏切り≫（恐らくゴッツォリの手になる）、≪キリストのエルサレム入城≫
4. ≪ゲツセマネの園での祈り≫（恐らくゴッツォリの手になる）
5. ≪聖餐の秘跡≫
6. ≪キリストの磔刑と、聖ロンギヌス、二人のユダヤ人司祭、聖母、マグダラのマリア≫
7. ≪キリストの磔刑と聖母、聖ドメニコ、聖トマス≫

右（西面）の独房
1. 廊下の奥にある二つの独房はコジモ・イル・ヴェッジュイが祈祷のために修道院を訪れる際に用いた特別な独房である。ここには、教皇エウゲニウス4世も滞在した。前室には、≪キリストの磔刑と、聖コスマ、ダミアーノ（メディチ家の守護聖人）≫が描かれている。
2. コジモ専用の独房。フラ・アンジェリコとゴッツォリを含む助手≪東方三博士の礼拝≫
3. ≪キリストの磔刑≫
4. ≪キリストの磔刑≫
5. ≪キリストの磔刑≫
6. ≪キリストの磔刑≫
7. ≪キリストの磔刑と聖マルコ、百人隊長、聖ドメニコ、マリアとマルタ≫

この廊下の中央に図書館がある。

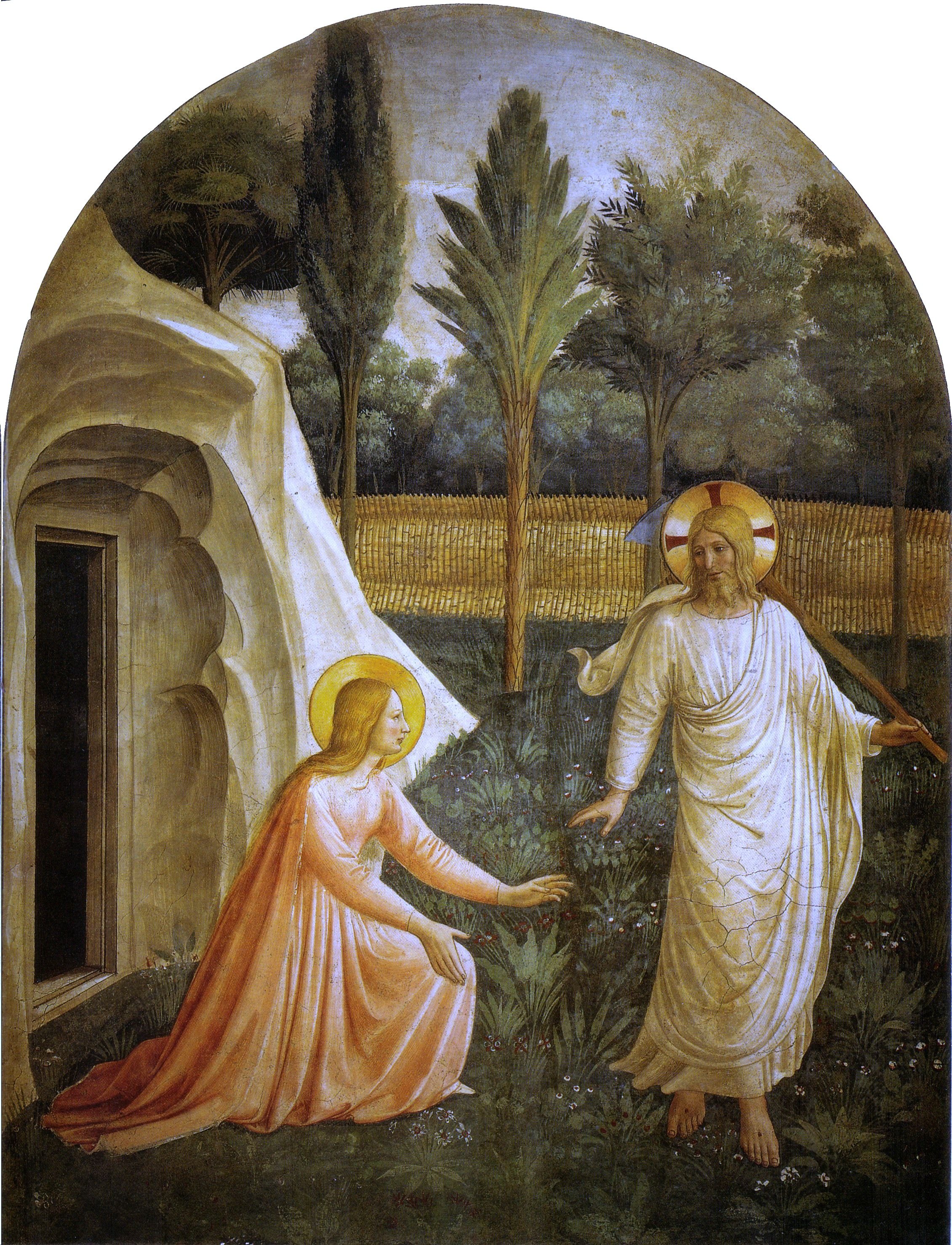
Cell 1 Noli me tangere
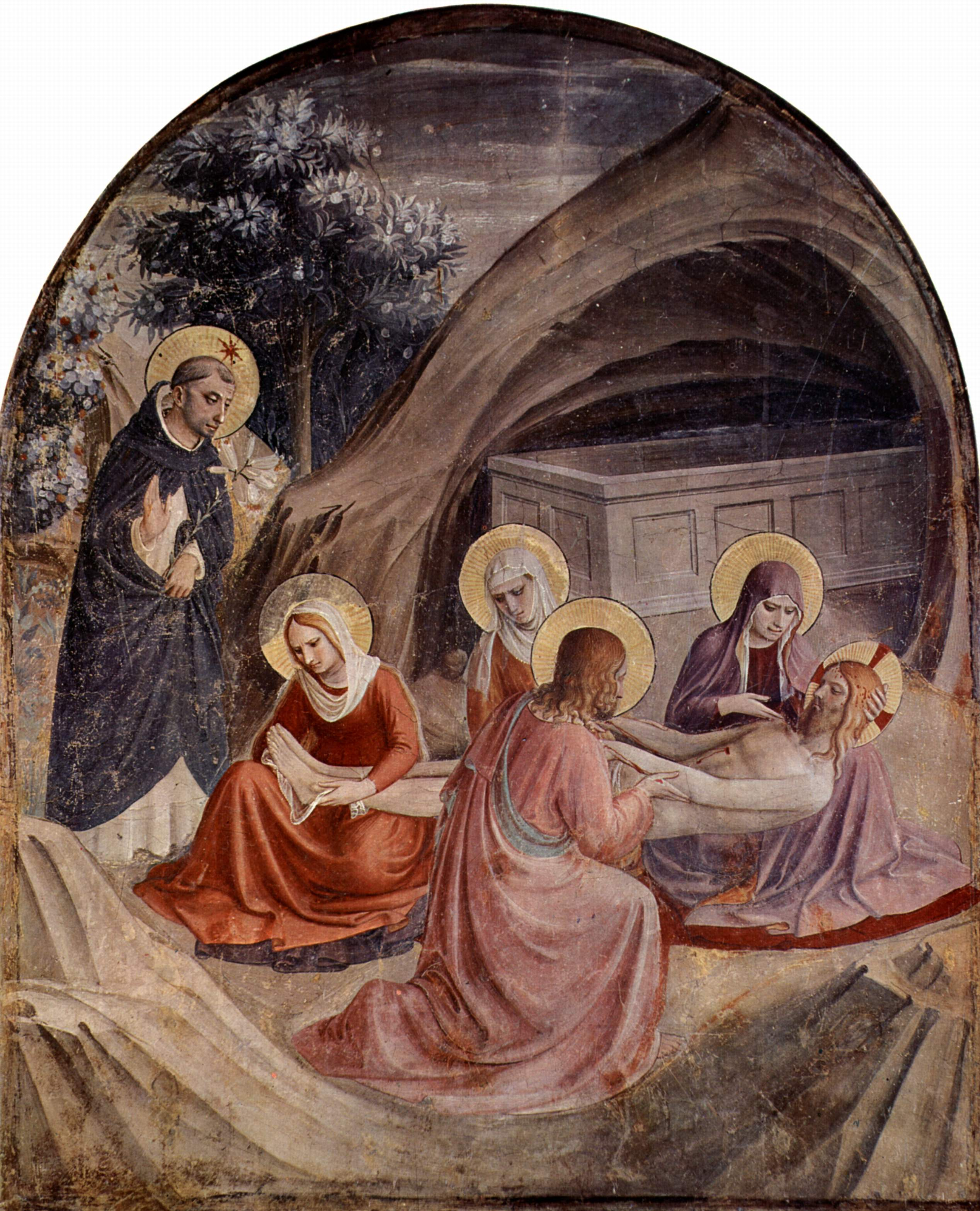
Cell 2 Lamentation over Christ deposed from the Cross
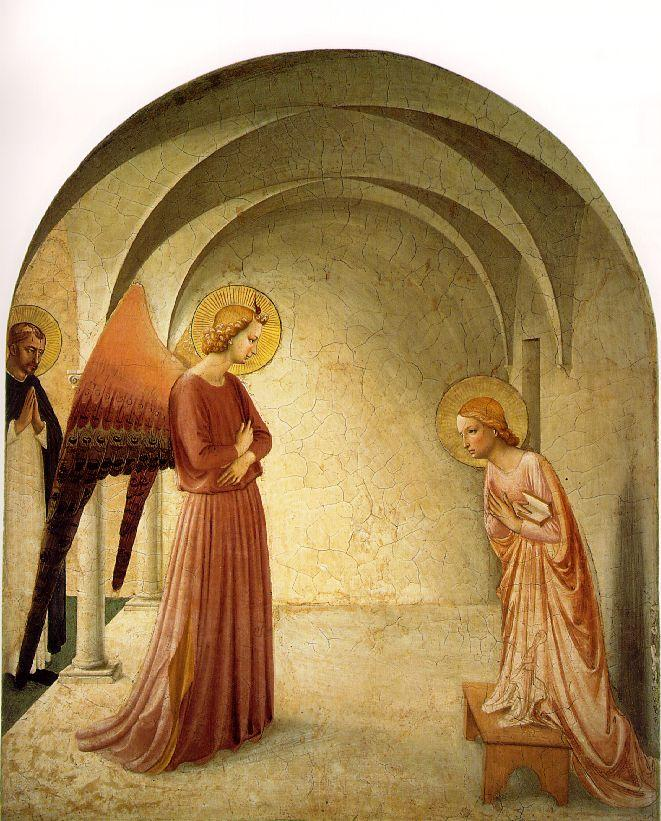
Cell 3 Annunciation
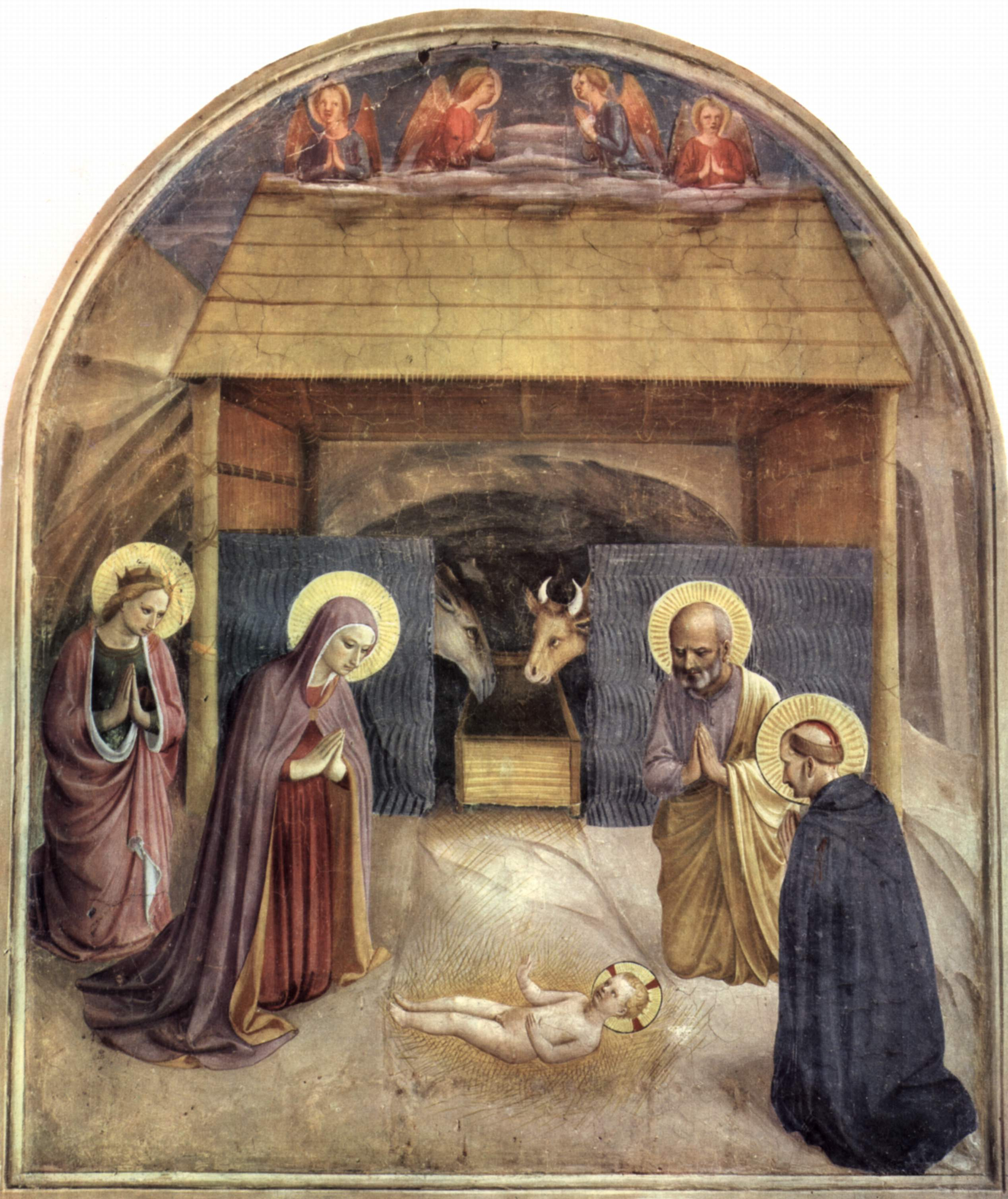
Cell 5 Nativity
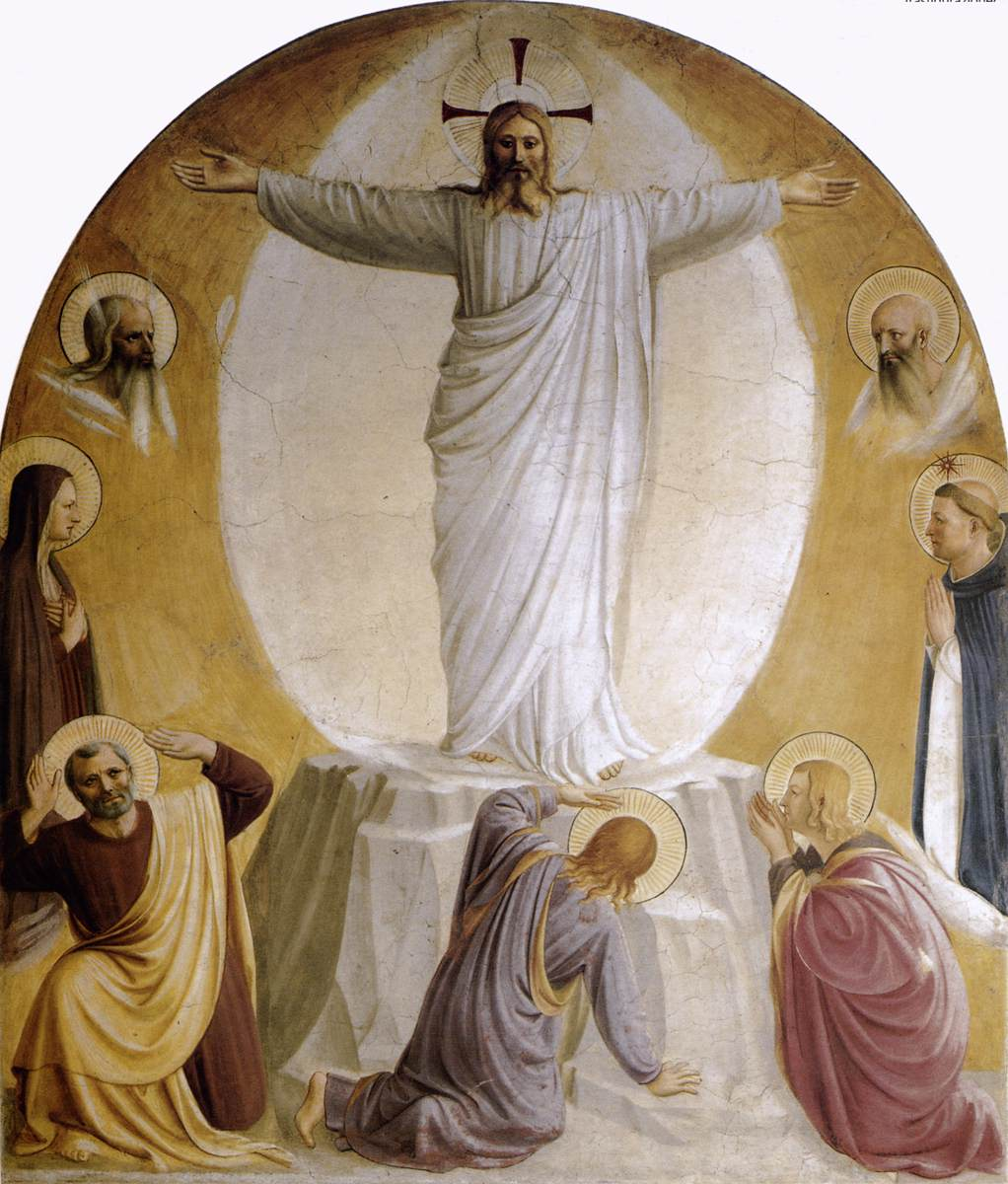
Cell 6 Transfiguration
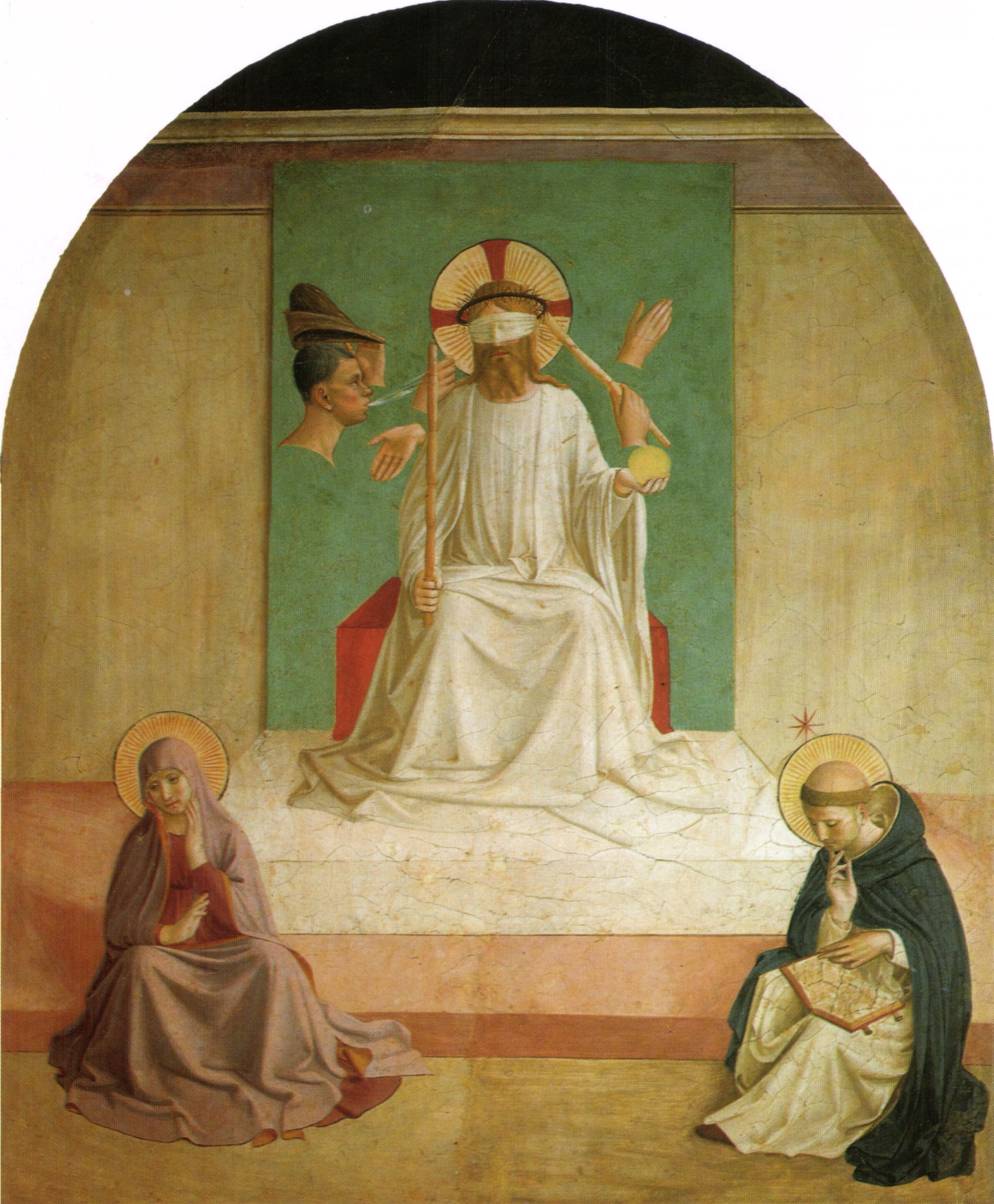
Cell 7 The Mocking of Christ with the Virgin and St. Sominic
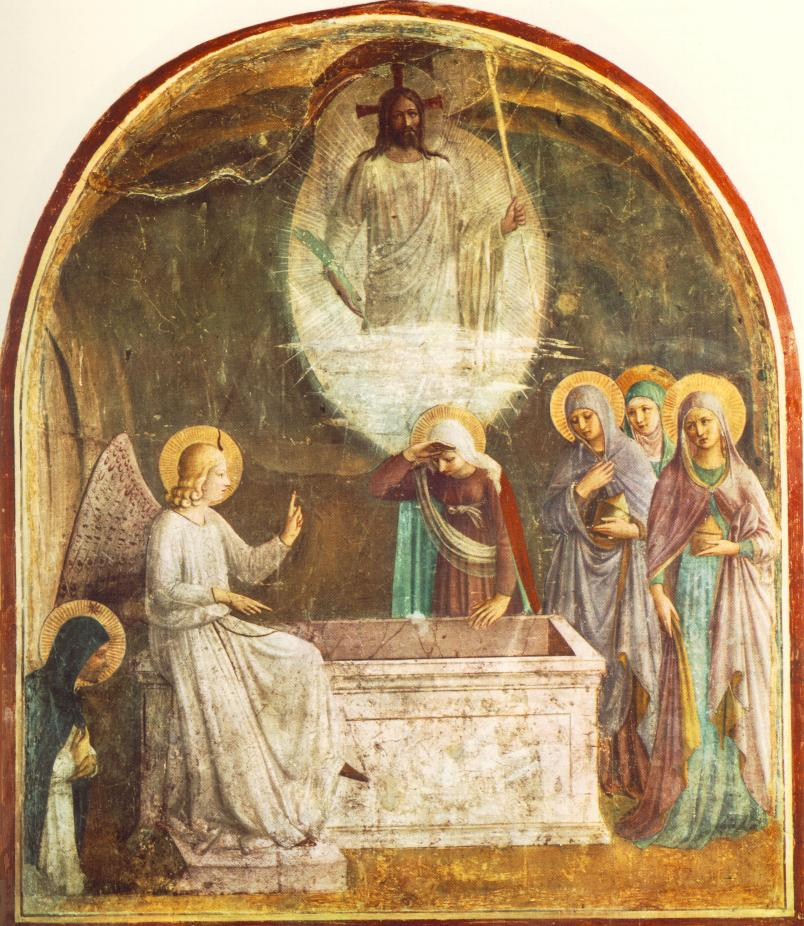
Cell 8 The Marias at the Tomb
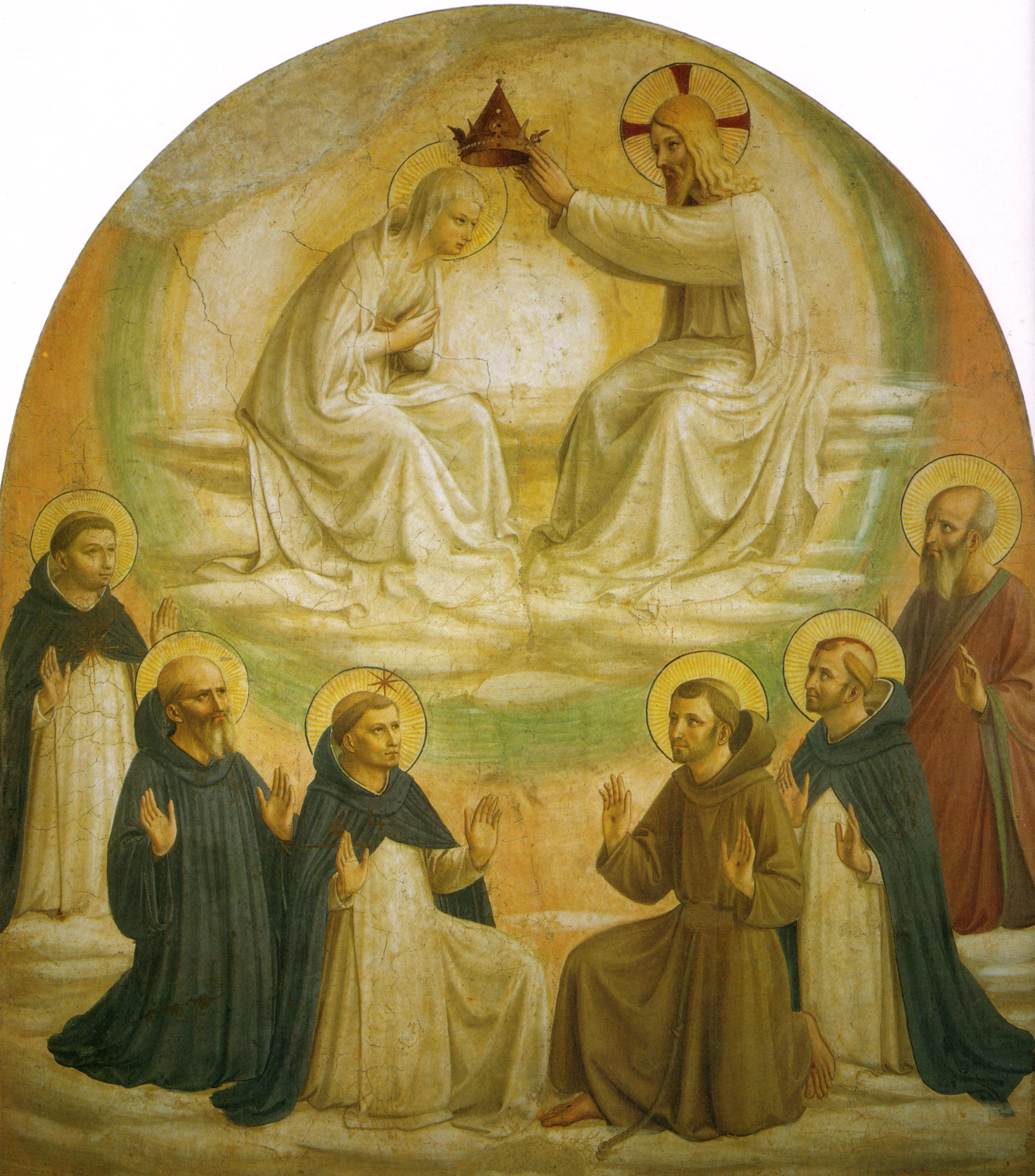
Cell 9 Baptism of Christ
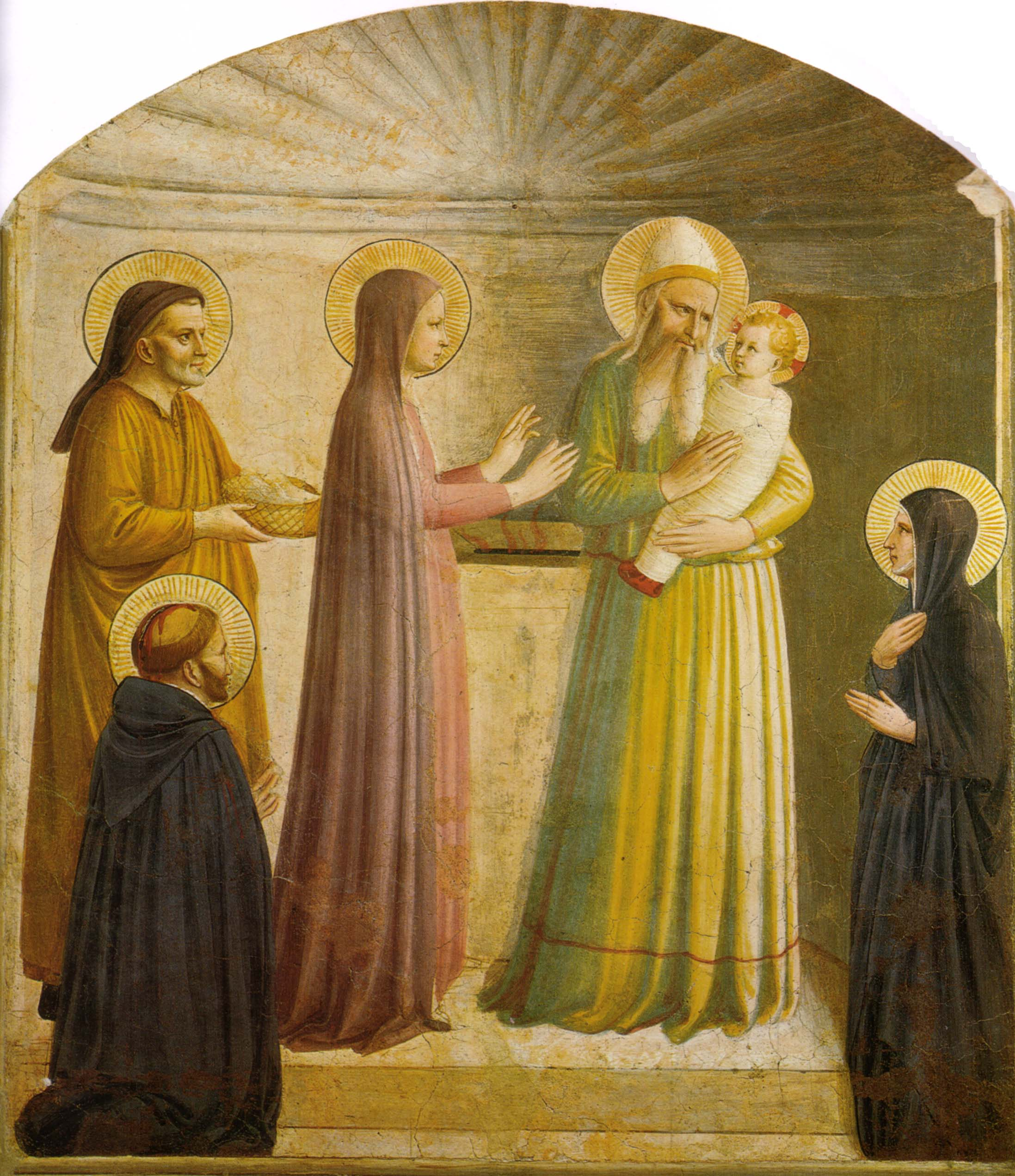
Cell 10 Presentacion in the Temple
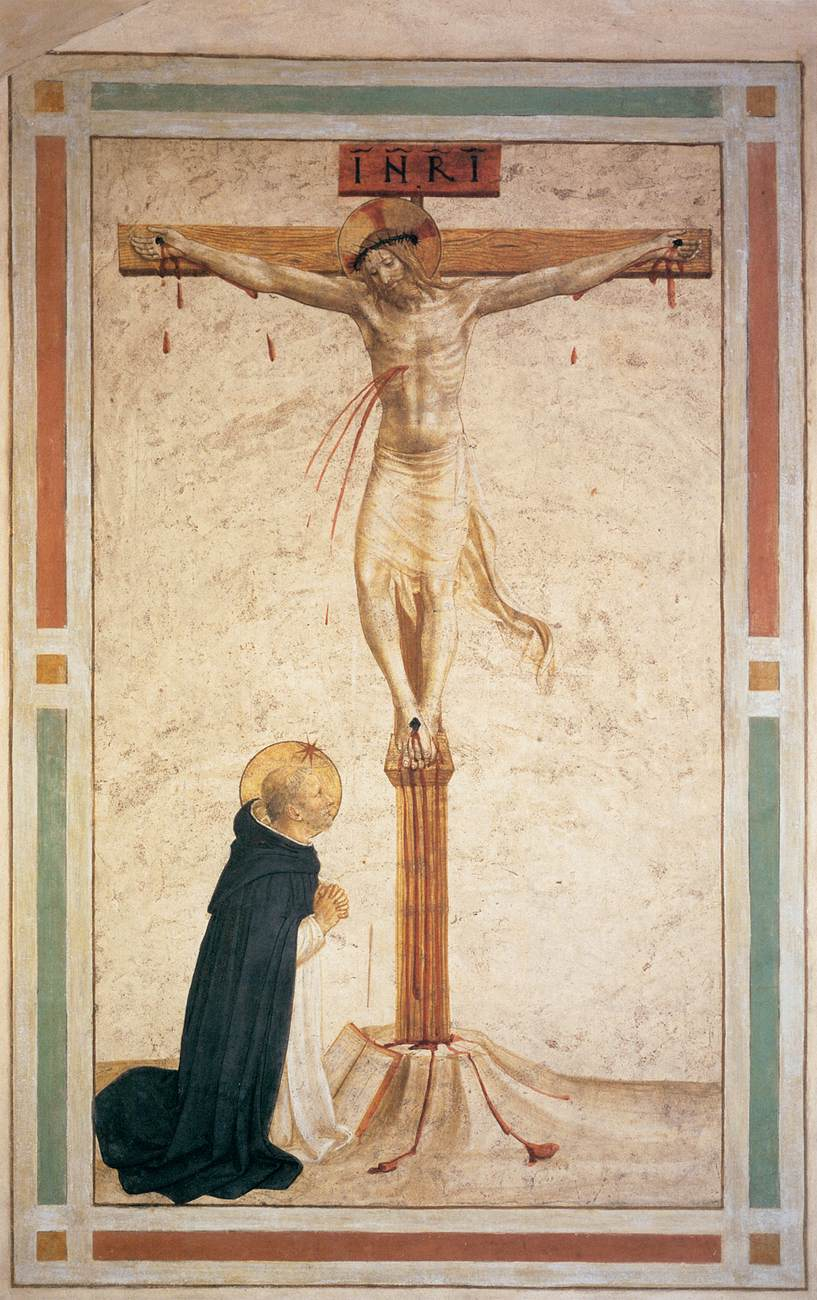
Cell 17 St. Dominic worships the Crucifix
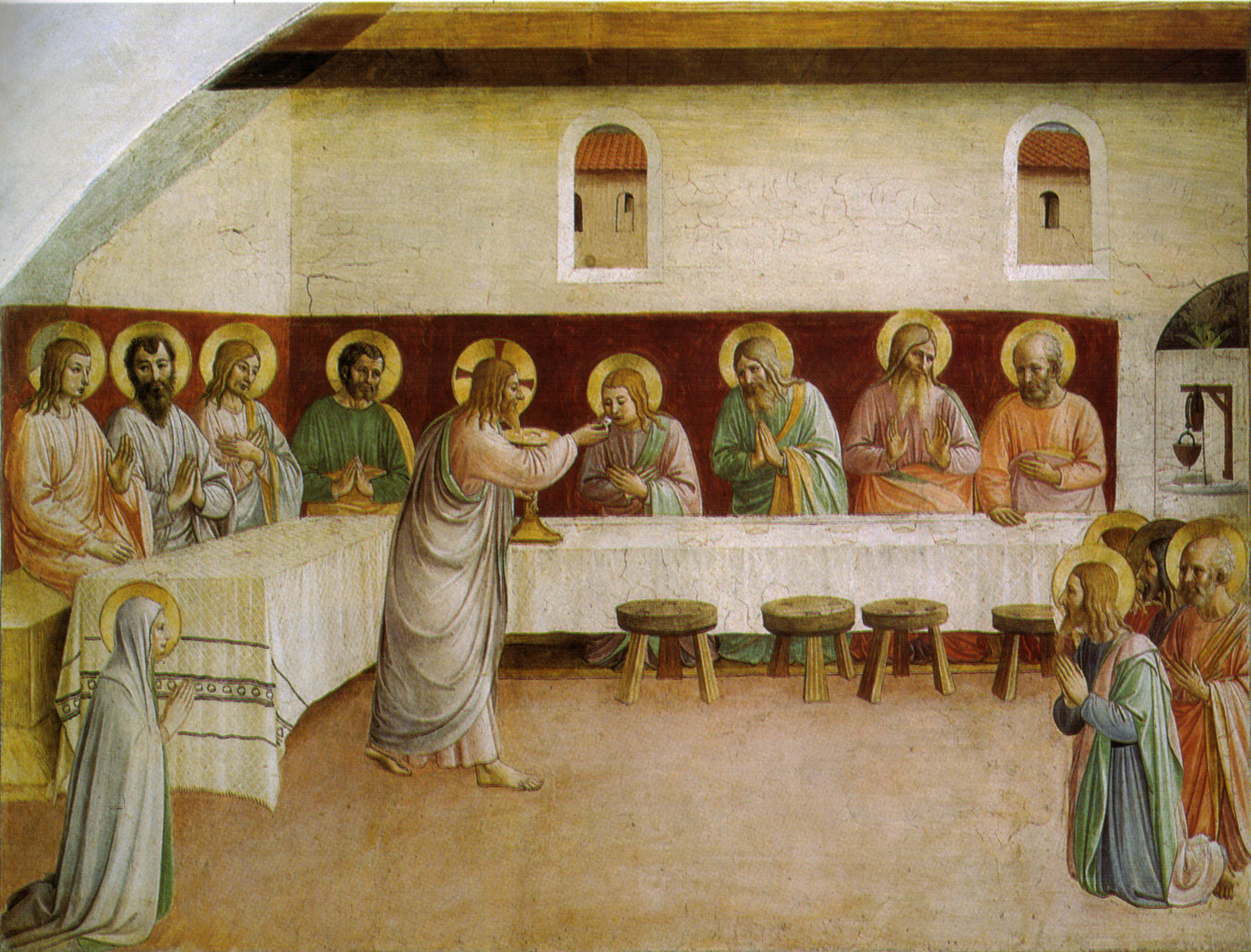
Cell 35 The institution of the Eucharist
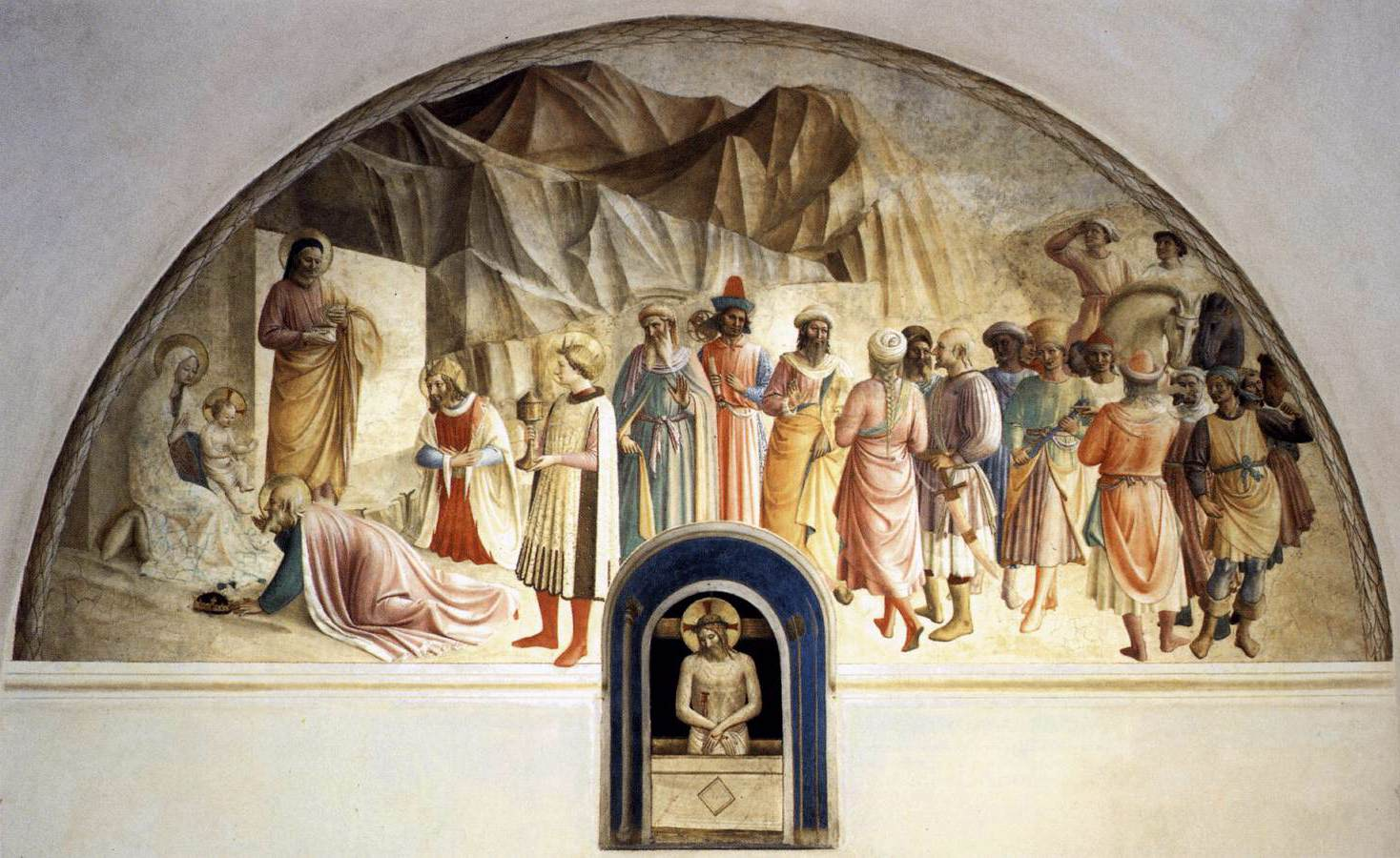
Cell 39 Adoration of the Magi
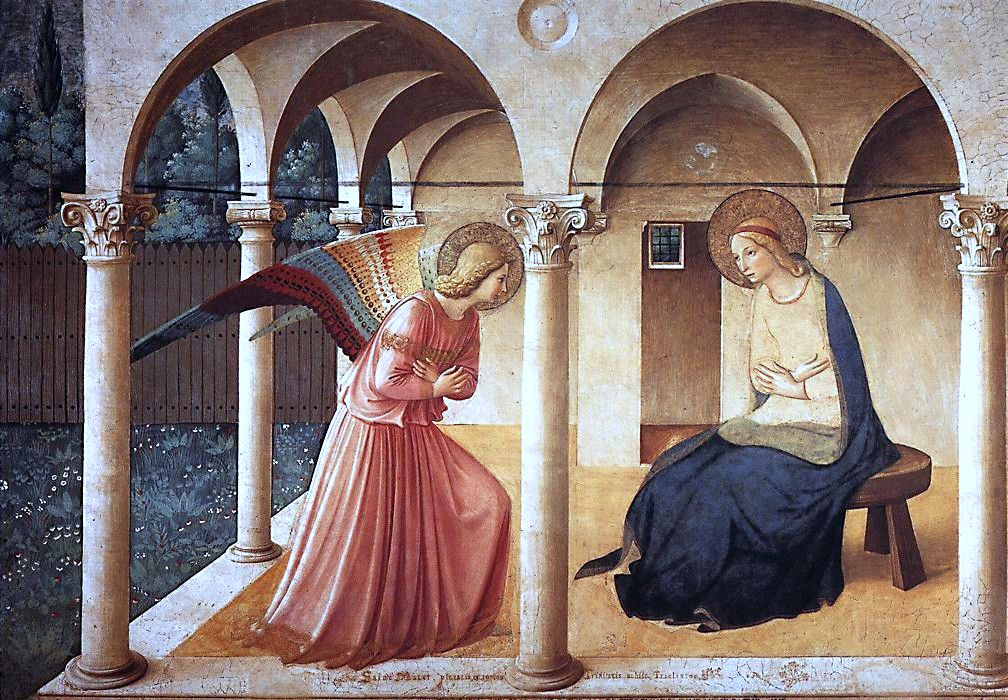
『受胎告知』

### 建築家ミケロッツォの図書館
第3の廊下の右壁面に、コジモ・デ・メディチの要請により、建築家ミケロッツォが建設した図書館がある。

### ≪最後の晩餐≫に関する文献
- C. Acidini Luchinat e R. C. Proto Pisani (a cura di), La tradizione fiorentina dei Cenacoli, Calenzano (Fi), Scala, 1997, pp. 139 - 143.

### 図書館に関する文献
- Enzo Bottasso, Storia della biblioteca in Italia, Milano, Editrice Bibliografica, 1984, p. 15-16 ISBN 88-7075-095-7.